# Климат Санкт-Петербурга
Климат Санкт-Петербурга умеренный, переходный от континентального к морскому. Для данного региона характерна частая смена воздушных масс, обусловленная в значительной степени циклонической деятельностью. Летом преобладают западные и северо-западные ветры, зимой — западные и юго-западные.
Петербургские метеостанции располагают данными с 1722 года. Самая высокая температура, отмеченная в Санкт-Петербурге, — +37,1 °C, а самая низкая — −41 °C.

## Общая характеристика
Климат Петербурга умеренный, переходный от умеренно континентального к умеренно-морскому. Такой тип климата объясняется географическим положением и атмосферной циркуляцией, характерной для Ленинградской области. Это обуславливается сравнительно небольшим количеством поступающего на земную поверхность и в атмосферу солнечного тепла.
Из-за небольшого количества солнечного тепла влага испаряется медленно. Суммарный приток солнечной радиации здесь в 1,5 раза меньше, чем на юге Украины, и вдвое меньше, чем в Средней Азии. За год в Санкт-Петербурге бывает в среднем 75 солнечных дней. Поэтому на протяжении большей части года преобладают дни с облачной, пасмурной погодой, рассеянным освещением. Продолжительность дня в Санкт-Петербурге меняется от 5 часов 51 минуты в зимнее солнцестояние до 18 часов 50 минут в летнее солнцестояние. В городе наблюдаются так называемые «белые ночи», наступающие 25-26 мая, когда солнце опускается за горизонт не более чем на 9°, и вечерние сумерки практически сливаются с утренними. Заканчиваются белые ночи 16-17 июля. В общей сложности продолжительность белых ночей более 50 дней. Годовая амплитуда сумм прямой солнечной радиации на горизонтальную поверхность при ясном небе от 25 МДж/м² в декабре до 686 МДж/м² в июне. Облачность уменьшает в среднем за год приход суммарной солнечной радиации на 21 %, а прямой солнечной радиации на 60 %. Среднегодовая суммарная радиация 3156 МДж/м². Число часов солнечного сияния — 1628 в год.
По продолжительным наблюдениям для Петербурга характерен эффект "теплового острова", при котором температура в городе выше, чем на прилегающих территориях.

### Атмосферная циркуляция
С запада и юго-запада, со стороны Атлантического океана, где располагаются Азорский антициклон и Исландский минимум давления, на территорию региона поступает влажный морской воздух, оказывающий смягчающее влияние на климат. Для города характерно тёплое, дождливое лето и относительно мягкая зима. С севера и северо-востока, из полярной области высокого давления, в регион поступают холодные и сухие арктические воздушные массы, формирующиеся надо льдами Северного Ледовитого океана. Оказывает влияние на климат региона и область высокого давления в Центральной Азии. Из этих районов — с востока и юго-востока — в регион приходит континентальный воздух, приносящий сухую и ясную погоду.
Наибольшее влияние на климат региона оказывают воздушные массы, поступающие с Атлантики. В среднем за год ветры западных, северо-западных и юго-западных направлений составляют почти 46 % (осенью — около 50 %) всех ветров, ветры северных и восточных направлений — 28 %, а южных и юго-восточных — 26 %. Следствием смены и взаимодействия воздушных масс разных направлений является типичная для города многолетняя изменчивость погоды и её неустойчивость в течение года.
Заметное влияние на климат Санкт-Петербурга (как и любого крупного города) оказывают городские условия, создающие особый микроклимат. Пыль, дым, сажа и другие примеси в воздухе в дневное время уменьшают солнечную радиацию, а в ночное время задерживают земное излучение, замедляя охлаждение земной поверхности. Летом каменные здания и покрытие дорог сильно нагреваются и накапливают тепло, а ночью отдают его атмосфере; зимой воздух получает дополнительное тепло от отопления зданий. Летом в центре Санкт-Петербурга температура днём бывает выше на 2—3 градуса, чем в пригородах, а относительная влажность на 15—20 % ниже; зимой разница температур может достигать 10—12 градусов, а влажности — до 40 %. Самая тёплая часть города — Невский проспект. Ветер в городе слабее, чем в окрестностях на открытых местах (в среднем на 1–2 м/с).

### Температура воздуха
Средняя за год температура воздуха в Санкт-Петербурге по данным наблюдений за 1991—2020 годы составляет +6,3 °C. Самая низкая среднегодовая температура воздуха  — +0,9 °C была зафиксирована в 1809 году, а самая высокая — +8,2 °C в 2020 году. Самый холодный месяц в городе — февраль со средней температурой −5,0 °C, в январе −4,8 °C. Самый тёплый месяц — июль, его среднесуточная температура +19,1 °C. Сравнительно небольшая амплитуда среднесуточных температур февраля и июля (24,1 °C) характеризует умеренность петербургского климата. Самая высокая температура, отмеченная в Санкт-Петербурге за весь период наблюдений, — +37,1 °C (7 августа 2010 года), а самая низкая — −41 °C (в 1758 и 1767 годах).
Первый день со средней положительной температурой приходится на начало апреля, а первый день со средней температурой ниже нуля — на середину ноября. Средняя продолжительность всего периода с положительной среднесуточной температурой составляет 230 дней, а с температурой выше +5 °C — 165 дней.
| Максимальная и минимальная среднемесячная температура воздуха (1744—2023) | Максимальная и минимальная среднемесячная температура воздуха (1744—2023) | Максимальная и минимальная среднемесячная температура воздуха (1744—2023) | Максимальная и минимальная среднемесячная температура воздуха (1744—2023) | Максимальная и минимальная среднемесячная температура воздуха (1744—2023) | Максимальная и минимальная среднемесячная температура воздуха (1744—2023) | Максимальная и минимальная среднемесячная температура воздуха (1744—2023) | Максимальная и минимальная среднемесячная температура воздуха (1744—2023) | Максимальная и минимальная среднемесячная температура воздуха (1744—2023) | Максимальная и минимальная среднемесячная температура воздуха (1744—2023) | Максимальная и минимальная среднемесячная температура воздуха (1744—2023) | Максимальная и минимальная среднемесячная температура воздуха (1744—2023) | Максимальная и минимальная среднемесячная температура воздуха (1744—2023) |
| Месяц                                                                     | Янв                                                                       | Фев                                                                       | Мар                                                                       | Апр                                                                       | Май                                                                       | Июн                                                                       | Июл                                                                       | Авг                                                                       | Сен                                                                       | Окт                                                                       | Ноя                                                                       | Дек                                                                       |
| Самый тёплый, °C                                                          | 1,5 (2020)                                                                | 1,7 (1990)                                                                | 3,6 (2007)                                                                | 8,3 (1921)                                                                | 15,9 (1897)                                                               | 21,4 (2021)                                                               | 24,4 (2010)                                                               | 20,6 (2022)                                                               | 17,0 (2024)                                                               | 9,3 (1775)                                                                | 4,4 (2013)                                                                | 3,0 (2006)                                                                |
| Самый холодный, °C                                                        | −21,4 (1814)                                                              | −19,5 (1871)                                                              | −11,5 (1942)                                                              | −3,7 (1790)                                                               | 2,1 (1867)                                                                | 11,1 (1810)                                                               | 14,1 (1837)                                                               | 12,6 (1856)                                                               | 7,0 (1894)                                                                | −0,5 (1880)                                                               | −10,0 (1774)                                                              | −18,4 (1788)                                                              |
| ------------------------------------------------------------------------- | ------------------------------------------------------------------------- | ------------------------------------------------------------------------- | ------------------------------------------------------------------------- | ------------------------------------------------------------------------- | ------------------------------------------------------------------------- | ------------------------------------------------------------------------- | ------------------------------------------------------------------------- | ------------------------------------------------------------------------- | ------------------------------------------------------------------------- | ------------------------------------------------------------------------- | ------------------------------------------------------------------------- | ------------------------------------------------------------------------- |

### Температура воды
| Показатель              | Янв. | Фев. | Март | Апр. | Май  | Июнь | Июль | Авг. | Сен. | Окт. | Нояб. | Дек. | Год  |
| ----------------------- | ---- | ---- | ---- | ---- | ---- | ---- | ---- | ---- | ---- | ---- | ----- | ---- | ---- |
| Абсолютный максимум, °C | 2,1  | 0,6  | 2,4  | 9,1  | 16,9 | 23,1 | 24,7 | 25,0 | 19,4 | 13,3 | 7,8   | 4,6  | 25,0 |
| Средняя температура, °C | 0,0  | 0,0  | 0,1  | 1,9  | 8,5  | 14,7 | 18,2 | 17,6 | 13,3 | 7,6  | 2,5   | 0,4  | 7,1  |
| Абсолютный минимум, °C  | 0,0  | 0,0  | 0,0  | 0,0  | 0,3  | 5,7  | 13,0 | 12,1 | 6,2  | 0,2  | 0,0   | 0,0  | 0,0  |

| Показатель              | Янв. | Фев. | Март | Апр. | Май  | Июнь | Июль | Авг. | Сен. | Окт. | Нояб. | Дек. | Год  |
| ----------------------- | ---- | ---- | ---- | ---- | ---- | ---- | ---- | ---- | ---- | ---- | ----- | ---- | ---- |
| Абсолютный максимум, °C | 2,0  | 0,5  | 6,2  | 19,5 | 27,0 | 30,0 | 31,5 | 29,3 | 26,1 | 14,4 | 8,4   | 4,9  | 31,5 |
| Средняя температура, °C | 0,0  | 0,0  | 0,1  | 2,7  | 12,4 | 17,8 | 20,4 | 18,5 | 12,8 | 6,2  | 1,7   | 0,2  | 7,8  |
| Абсолютный минимум, °C  | 0,0  | 0,0  | −0,1 | 0,0  | 0,2  | 7,3  | 10,5 | 1,9  | 2,9  | 0,0  | 0,0   | −0,1 | −0,1 |

### Температура почвы
| Температура поверхности почвы (или снега при его наличии): | Температура поверхности почвы (или снега при его наличии): | Температура поверхности почвы (или снега при его наличии): | Температура поверхности почвы (или снега при его наличии): | Температура поверхности почвы (или снега при его наличии): | Температура поверхности почвы (или снега при его наличии): | Температура поверхности почвы (или снега при его наличии): | Температура поверхности почвы (или снега при его наличии): | Температура поверхности почвы (или снега при его наличии): | Температура поверхности почвы (или снега при его наличии): | Температура поверхности почвы (или снега при его наличии): | Температура поверхности почвы (или снега при его наличии): | Температура поверхности почвы (или снега при его наличии): | Температура поверхности почвы (или снега при его наличии): |
| Месяц                                                      | Янв                                                        | Фев                                                        | Мар                                                        | Апр                                                        | Май                                                        | Июн                                                        | Июл                                                        | Авг                                                        | Сен                                                        | Окт                                                        | Ноя                                                        | Дек                                                        |                                                            |
| Максимальная температура, °C                               | 6                                                          | 9                                                          | 20                                                         | 40                                                         | 52                                                         | 60                                                         | 61                                                         | 52                                                         | 46                                                         | 28                                                         | 14                                                         | 10                                                         |                                                            |
| Средняя температура, °C                                    | -7,5                                                       | -7,3                                                       | -2,7                                                       | 5,1                                                        | 14,1                                                       | 19,8                                                       | 22,0                                                       | 18,9                                                       | 11,8                                                       | 4,9                                                        | -0,4                                                       | -4,6                                                       |                                                            |
| Минимальная температура, °C                                | -39                                                        | -41                                                        | -39                                                        | -25                                                        | -7                                                         | -3                                                         | 2                                                          | 0                                                          | -7                                                         | -20                                                        | -32                                                        | -39                                                        |                                                            |
| ---------------------------------------------------------- | ---------------------------------------------------------- | ---------------------------------------------------------- | ---------------------------------------------------------- | ---------------------------------------------------------- | ---------------------------------------------------------- | ---------------------------------------------------------- | ---------------------------------------------------------- | ---------------------------------------------------------- | ---------------------------------------------------------- | ---------------------------------------------------------- | ---------------------------------------------------------- | ---------------------------------------------------------- | ---------------------------------------------------------- |
| Источник:                                                  |                                                            |                                                            |                                                            |                                                            |                                                            |                                                            |                                                            |                                                            |                                                            |                                                            |                                                            |                                                            |                                                            |

| Средняя температура почвы на глубине (°C): | Средняя температура почвы на глубине (°C): | Средняя температура почвы на глубине (°C): | Средняя температура почвы на глубине (°C): | Средняя температура почвы на глубине (°C): | Средняя температура почвы на глубине (°C): | Средняя температура почвы на глубине (°C): | Средняя температура почвы на глубине (°C): | Средняя температура почвы на глубине (°C): | Средняя температура почвы на глубине (°C): | Средняя температура почвы на глубине (°C): | Средняя температура почвы на глубине (°C): | Средняя температура почвы на глубине (°C): | Средняя температура почвы на глубине (°C): |
|                                            | Янв                                        | Фев                                        | Мар                                        | Апр                                        | Май                                        | Июн                                        | Июл                                        | Авг                                        | Сен                                        | Окт                                        | Ноя                                        | Дек                                        |                                            |
| 0,2 м                                      | 0,4                                        | 0,2                                        | 1,1                                        | 3,1                                        | 10,4                                       | 15,0                                       | 18,0                                       | 17,4                                       | 13,6                                       | 8,2                                        | 3,6                                        | 1,3                                        |                                            |
| 0,8 м                                      | 3,0                                        | 2,2                                        | 1,8                                        | 2,5                                        | 7,0                                        | 11,2                                       | 14,2                                       | 15,3                                       | 13,8                                       | 10,5                                       | 6,8                                        | 4,4                                        |                                            |
| 3,2 м                                      | 8,3                                        | 7,6                                        | 7,0                                        | 6,4                                        | 6,1                                        | 6,6                                        | 7,4                                        | 8,5                                        | 9,4                                        | 9,8                                        | 9,7                                        | 9,1                                        |                                            |
| ------------------------------------------ | ------------------------------------------ | ------------------------------------------ | ------------------------------------------ | ------------------------------------------ | ------------------------------------------ | ------------------------------------------ | ------------------------------------------ | ------------------------------------------ | ------------------------------------------ | ------------------------------------------ | ------------------------------------------ | ------------------------------------------ | ------------------------------------------ |
| Источник:                                  |                                            |                                            |                                            |                                            |                                            |                                            |                                            |                                            |                                            |                                            |                                            |                                            |                                            |

### Осадки, относительная влажность воздуха и облачность
Среднегодовая сумма осадков в Санкт-Петербурге — около 662 мм. Но количество выпадающих осадков примерно на 200–250 мм превышает испарение влаги, что обуславливает повышенное увлажнение. Влажность воздуха в Петербурге всегда высокая. В среднем за год составляет около 75 %, летом — 60-70 %, а зимой — 80-96 %. Большая часть атмосферных осадков выпадает с апреля по октябрь, максимум их приходится на август, а минимум — на март. В течение года среднее количество дней с осадками — около 200 (от 13 дней в апреле до 22 дней в декабре), в среднем число часов с осадками за год — 1300. Самым дождливым было лето 1928 года, когда выпало 451 мм осадков (при норме 256 мм). Самым засушливым летом было лето 1858 года, когда в Санкт-Петербурге выпало 98 мм осадков. В ΧΧ веке самые дождливые дни в Санкт-Петербурге были в августе 1935 и 1947 годов. В августе 1935 года за один день в городе выпало от 65 до 90 мм осадков. Многие улицы были покрыты слоем воды в 30–35 см, общий объём выпавшего дождя составил около 35 млн м³. 8 августа 1947 года в городе выпало 76 мм осадков, что превысило дневную норму осадков в 25-30 раз.
Первый снег выпадает обычно в начале ноября и сохраняется до середины апреля. Устойчивый снежный покров лежит от 110 до 145 дней, в среднем от начала декабря до конца марта. К концу февраля высота снежного покрова достигает максимальной величины около 30–32 см. В условиях высокой влажности характерна и значительная облачность. В среднем за год в Санкт-Петербурге бывает лишь 30 безоблачных дней. Самая высокая облачность зимой (свыше 80 %), наименьшая — летом (около 50 %). Наблюдаются туманы, особенно осенью и в начале зимы; число дней с туманами в среднем за год составляет около 32.
| Количество выпавших осадков 1740—2025 гг (суточные после 1882 года) мм | Количество выпавших осадков 1740—2025 гг (суточные после 1882 года) мм | Количество выпавших осадков 1740—2025 гг (суточные после 1882 года) мм | Количество выпавших осадков 1740—2025 гг (суточные после 1882 года) мм | Количество выпавших осадков 1740—2025 гг (суточные после 1882 года) мм | Количество выпавших осадков 1740—2025 гг (суточные после 1882 года) мм | Количество выпавших осадков 1740—2025 гг (суточные после 1882 года) мм | Количество выпавших осадков 1740—2025 гг (суточные после 1882 года) мм | Количество выпавших осадков 1740—2025 гг (суточные после 1882 года) мм | Количество выпавших осадков 1740—2025 гг (суточные после 1882 года) мм | Количество выпавших осадков 1740—2025 гг (суточные после 1882 года) мм | Количество выпавших осадков 1740—2025 гг (суточные после 1882 года) мм | Количество выпавших осадков 1740—2025 гг (суточные после 1882 года) мм |
| Месяц                                                                  | Янв                                                                    | Фев                                                                    | Мар                                                                    | Апр                                                                    | Май                                                                    | Июн                                                                    | Июл                                                                    | Авг                                                                    | Сен                                                                    | Окт                                                                    | Ноя                                                                    | Дек                                                                    |
| ---------------------------------------------------------------------- | ---------------------------------------------------------------------- | ---------------------------------------------------------------------- | ---------------------------------------------------------------------- | ---------------------------------------------------------------------- | ---------------------------------------------------------------------- | ---------------------------------------------------------------------- | ---------------------------------------------------------------------- | ---------------------------------------------------------------------- | ---------------------------------------------------------------------- | ---------------------------------------------------------------------- | ---------------------------------------------------------------------- | ---------------------------------------------------------------------- |
| Минимальное                                                            | 2                                                                      | 3                                                                      | 1                                                                      | 2                                                                      | 2                                                                      | 5                                                                      | 5                                                                      | 1                                                                      | 2                                                                      | 5                                                                      | 2                                                                      | 4                                                                      |
| Среднее за 1991—2020                                                   | 46                                                                     | 36                                                                     | 35                                                                     | 37                                                                     | 47                                                                     | 69                                                                     | 83                                                                     | 86                                                                     | 57                                                                     | 63                                                                     | 56                                                                     | 51                                                                     |
| Максимальное                                                           | 102                                                                    | 92                                                                     | 90                                                                     | 99                                                                     | 139                                                                    | 199                                                                    | 166                                                                    | 197                                                                    | 190                                                                    | 150                                                                    | 118                                                                    | 112                                                                    |
| Максимальное за сутки                                                  | 23                                                                     | 24                                                                     | 26                                                                     | 29                                                                     | 56                                                                     | 45                                                                     | 69                                                                     | 76                                                                     | 34                                                                     | 37                                                                     | 28                                                                     | 28                                                                     |

| Высота снежного покрова (1890—2016 гг), см | Высота снежного покрова (1890—2016 гг), см | Высота снежного покрова (1890—2016 гг), см | Высота снежного покрова (1890—2016 гг), см | Высота снежного покрова (1890—2016 гг), см | Высота снежного покрова (1890—2016 гг), см | Высота снежного покрова (1890—2016 гг), см | Высота снежного покрова (1890—2016 гг), см | Высота снежного покрова (1890—2016 гг), см | Высота снежного покрова (1890—2016 гг), см | Высота снежного покрова (1890—2016 гг), см | Высота снежного покрова (1890—2016 гг), см | Высота снежного покрова (1890—2016 гг), см |
| Месяц                                      | Янв                                        | Фев                                        | Мар                                        | Апр                                        | Май                                        | Июн                                        | Июл                                        | Авг                                        | Сен                                        | Окт                                        | Ноя                                        | Дек                                        |
| ------------------------------------------ | ------------------------------------------ | ------------------------------------------ | ------------------------------------------ | ------------------------------------------ | ------------------------------------------ | ------------------------------------------ | ------------------------------------------ | ------------------------------------------ | ------------------------------------------ | ------------------------------------------ | ------------------------------------------ | ------------------------------------------ |
| Средняя                                    | 25                                         | 31                                         | 30                                         | 10                                         | 0                                          | 0                                          | 0                                          | 0                                          | 0                                          | 3                                          | 11                                         | 18                                         |
| Максимальная                               | 63                                         | 68                                         | 73                                         | 53                                         | 1                                          | 0                                          | 0                                          | 0                                          | 0                                          | 16                                         | 38                                         | 56                                         |

## Характеристика сезонов года

### Зима
Зима наступает в Санкт-Петербурге обычно в начале декабря; её начало совпадает с установлением снежного покрова (но бывают годы, когда снежный покров устанавливается только в середине января) и ледоставом в верховьях Невы. По средним многолетним данным, это бывает 5 декабря. В первой половине зимы погода, как правило, неустойчивая, с частыми оттепелями. Солнце стоит низко, день короткий, снежный покров небольшой. Быстро охлаждается приносимый с запада циклонами воздух, содержащийся в нём водяной пар конденсируется, что вызывает высокую облачность и туманы. В течение декабря в среднем бывает лишь 2 ясных дня. Вторая половина зимы заметно холоднее первой. Приходящий с запада воздух становится более холодным, но менее влажным. Поэтому облачность уменьшается, реже становятся туманы, меньше выпадает осадков, чаще вторгается арктический воздух, понижающий температуру.
Характер зимы в Санкт-Петербурге в значительной степени зависит от антициклонов и циклонов в Атлантике. В годы, когда область высокого давления в Атлантике расширяется, в Санкт-Петербурге усиливается поступление атлантического воздуха, благодаря чему зима бывает более тёплая. По данным многолетних наблюдений, такие зимы повторяются примерно дважды за 11 лет. Так, зимой 1924/25 года, когда средняя температура января была −0,5 °C, в течение 14 дней средняя суточная температура держалась выше 0 °C, а в один из дней достигала +5 °C. Той зимой погода была пасмурной, туманной, с сильными ветрами, частыми снегопадами и оттепелями. Одни из самых тёплых зим в Петербурге за всю историю метеонаблюдений наблюдались в начале XXI столетия. В период погодных аномалий конца 2006 — начала 2007 годов были установлены новые абсолютные рекорды температуры. Так, 6 декабря 2006 года температура воздуха поднялась до +10,9 °C, что стало абсолютным максимумом температуры не только для декабря, но и в целом за зимний период за всю историю метеорологических наблюдений. В этот же зимний период и абсолютный максимум января за всю историю наблюдений оказался побит: 10 января 2007 года температура в Санкт-Петербурге достигла +8.7 °C., а устойчивый снежный покров в ту зиму образовался только 20 января.
В то же время зимы 2009/2010 и 2010/2011 были холоднее нормы и выдались небывало снежными. Так, например, за период 21-26 декабря 2009 года в виде снега выпало 69 мм осадков, что составляет более 1,5 месячных норм. А к началу марта 2011 года снежный покров достиг 73 см, побив рекорд 1966 года (68 см). Кроме того, вторая декада февраля 2011 года со средней температурой за 10 дней −19,5 °C стала самой холодной в истории наблюдений.
В годы расширения области низкого давления в Атлантическом океане на северо-востоке, усиливается приток арктического воздуха, и в Санкт-Петербурге обычно бывает холодная зима. Это случается, по средним многолетним данным, примерно раз в 10 лет. Во время блокады Ленинграда зимой 1941/42 года средняя температура января была −18,7 °C (на 10 °C ниже обычной), а в отдельные дни температура падала до −30… −35 °C, оттепелей не было, и снежный покров достиг 60 см. Подобная холодная зима была и в 1965/66 году. Абсолютный минимум −35,9 °C был отмечен 11 января 1883 года.

- Зима в Санкт-Петербурге
- Нева
5 февраля 1998 года
- «Петербург зимой».
Картина А. К. Беггрова, 1898 год
- Александровский дворец в г. Пушкин 17 декабря 2010 года
- Картинный Дом в г. Ломоносове.
16 февраля 2006 года

### Весна
Весна в Петербурге обычно наступает в конце марта, когда дневные температуры воздуха становятся устойчиво положительными и начинает сходить снежный покров. Весна «пробуждается» медленнее, чем в соседних, более континентальных районах: сказывается влияние охлаждённых за зиму крупных водоёмов. Средняя суточная температура выше 0 °C устанавливается в начале апреля, вскоре после таяния снега; она достигает 5 °C к концу апреля и 10 °C в мае. Атмосферное давление весной наибольшее, и циклоны редки, поэтому погода сравнительно устойчивая. Число дней с осадками меньше, чем в другие периоды года, 13,9 в марте (12,7-12,8 в апреле, мае), по сравнению с зимой меньше облачность (8-10 дней с ясной погодой), ниже относительная влажность воздуха (76 % в марте и 60 % в мае) и скорость ветра. Однако нередко возвращаются холода. Северо-восточные ветры приносят из арктических морей иногда длительное похолодание и ночные заморозки; они же гонят в Неву ладожский лёд. В среднем последний заморозок отмечается 5 мая, но возможен и до 28 мая, а на почве — 6 июня (1962 год). В целом, за весь календарный весенний период в Санкт-Петербурге (с 1 марта по 31 мая) температура может колебаться от ~ −25 градусов в марте до ~+30 градусов в мае (если считать в целом по годам за весь период наблюдений). Абсолютный минимум температуры воздуха весной в Санкт-Петербурге был зафиксирован 22 марта 1883 года: −29,9 °C. Абсолютный максимум был зафиксирован 19 мая 2014 года: +33 °C. При этом же в марте температуры могут превышать +10-градусную отметку: максимальный рекорд марта был зафиксирован 30 марта 2025 года: +16.1 °C. В мае же минимальная температура может достигать ~ −5 °C. Минимальный рекорд мая −6,6 °C был установлен 3 мая 1885 года.

- Весна в Санкт-Петербурге
- Вид со Свердловской набережной Невы на реку Большую Охту и Комаровский мост. 23 марта 2008 года
- Большой порт Санкт-Петербург.
22 марта 2010 года
- Парк Победы.
2 мая 2008 года
- Река Ижора.
28 мая 2009 года

### Лето
В начале лета прекращаются заморозки. Средняя суточная температура в июне достигает +14,8 °C, а в июле +17,8 °C. Санкт-Петербург оказывается в области пониженного давления, и к нему с запада поступает атлантический воздух. Усиливаются циклоны, при этом характер летней погоды в большой мере зависит от путей их движения. При прохождении центра циклона южнее города, Петербург попадает в тыловую часть циклона и преобладают северные ветры, приносящие холодную дождливую погоду. Когда центр циклона проходит над Баренцевым и Белым морями, Санкт-Петербург попадает в тёплый сектор циклона и преобладают южные ветры и стоит хорошая тёплая погода. Выше +25 °C температура воздуха бывает в среднем 16 дней в году, абсолютный максимум +37,1 °C наблюдался 7 августа 2010 года. Абсолютный минимум летом 0 °C наблюдался в июне 1930 года.
Во второй половине лета циклоны бывают чаще и сильнее. Такая погода преобладает в годы с сильными циклонами. В августе становится холоднее, среднесуточная температура понижается до +16 °C.
- Лето в Санкт-Петербурге
- Вид на Неву и Адмиралтейство.
1890—1900 годы
- Дворцовый мост. Белая ночь.
01:23, 13 июня 2003 года
- Екатерининский парк в Царском Селе.
22 июля 2009 года
- Нижний парк в Петергофе.
3 августа 2005 года

### Осень
Осень в Санкт-Петербурге начинается в конце августа, когда среднесуточная температура воздуха становится ниже +15 градусов, и жара днём становится очень редкой. Первый заморозок бывает в среднем 10 октября, самый ранний отмечен 15 сентября 1944 года. На почве заморозки наступают раньше, самый ранний — 29 августа 1973 года. В течение первой половины сентября тёплая и сухая погода; среднесуточная температура обычно превышает +10 °C, хотя ночью случаются заморозки. Со второй половины октября усиливается циклоническая деятельность, постепенно пасмурная, сырая и ветреная погода с моросящими дождями становится преобладающей; увеличивается облачность и относительная влажность (81-87 %), возрастает скорость ветра. Среднемесячная температура снижается с +10,8 °C в сентябре до +4,8 °C в октябре и до +0,5 °C в ноябре.
В конце сентября — начале (а иногда и середине) октября бывает возврат тепла: на сравнительно короткое время устанавливается солнечная, тёплая и сухая погода. Это так называемое «бабье лето». В последние дни ноября среднесуточная температура падает ниже 0 °C. Наступает конец осени. Абсолютный максимум осени +30,4 °C наблюдался 1 сентября 1992 года. Абсолютный минимум осени -22,2 °C наблюдался 25 ноября 1890 года.

- Осень в Санкт-Петербурге
- Финский залив с пристани Крестовского острова перед грозой.
30 сентября 2011 года
- Парк в Павловске.
29 сентября 2007 года
- Елагин остров.
15 октября 2002 года

## Опасные гидрометеорологические явления
Из-за большой изменчивости погоды, иногда в течение одних суток, северо-западный регион России является одним из самых сложных для прогнозирования. Кроме резких изменений погоды, которые сами по себе являются неблагоприятными факторами, на территории Санкт-Петербурга наблюдаются практически все опасные метеорологические явления: сильные ветры, в том числе шквалы и смерчи, снегопады и метели, гололёд, туман, сильные морозы и жара, кратковременные интенсивные ливни и продолжительные дожди, грозы, град, лесные пожары, засуха и наводнения. 9 июля 2010 года в пригороде Санкт-Петербурга Колпино во время грозы зафиксирован смерч. Налетел он внезапно, поднял припаркованный автомобиль «ВАЗ» и, перекинув его через забор автостоянки, обрушил на другие машины, при этом повредил шесть автомобилей. На улице смерч поломал деревья, частично оборвал линии электропередач.
Характерная особенность климата региона — несходство погоды разных лет. В иные годы зимой очень сильные морозы: например, зимой 1941—1942 года температура в январе была на 12° ниже средней многолетней. Случаются зимы очень тёплые, например, в 1924—1925 году, когда Нева даже не замерзала. Самое большое количество осадков, выпадавшее в Санкт-Петербурге за одни сутки, составляет 75,7 мм. Такое количество воды обрушилось на город во время ливня 8 августа 1947 года.
Часты опасные и катастрофические наводнения в результате нагона воды из Финского залива. Юго-западные и западные ветры приводят к нагону воды в Финский залив и подъёму её уровня в низовьях Невы, что вызывает наводнения. Наводнения фиксируются при подъёме воды более чем на 160 см над нулём Кронштадтского футштока или выше 150 см над ординаром у Горного университета. Наводнения с подъёмом воды до 210 см считаются опасными, до 299 см — особо опасными, свыше 300 см — катастрофическими. Вода в Неве поднимается почти ежегодно, чаще всего осенью. В истории города были катастрофические наводнения: 7 (19) ноября 1824 года произошло самое сильное в истории Санкт-Петербурга наводнение (описано А. С. Пушкиным в поэме «Медный всадник»), когда вода поднялась на 421 см над ординаром. Крупнейшие наводнения также были: 23 сентября 1924 года (уровень воды составил 369 см), 10 (21) сентября 1777 года (321 см), 15 октября 1955 года (293 см), 29 сентября 1975 года (281 см).
Также зимой представляет опасность падение с крыш снега, льда и сосулек. Жители получают травмы, в том числе и смертельные, страдают припаркованные автомобили.
По сообщению агентства Росбалт-Петербург, только за последнюю неделю января и первую неделю февраля 2010 года в городе от подобных происшествий попали в больницы 18 человек. В начале 2010 года губернатор Санкт-Петербурга Валентина Матвиенко предложила срезать сосульки с крыш лазером или паром, а в начале 2011 года — привлекать к уборке улиц студентов и бомжей. В ноябре 2010 года был объявлен конкурс по уборке снега и борьбы с наледью на крышах, а в конце 2010 года был опубликован результат, по которому первое место получила компания, предложившая теплоизоляцию чердаков с помощью слоя эковаты.

## Климатограмма
| Показатель                              | Янв. | Фев.  | Март  | Апр. | Май  | Июнь | Июль | Авг. | Сен. | Окт.  | Нояб. | Дек.  | Год  |
| --------------------------------------- | ---- | ----- | ----- | ---- | ---- | ---- | ---- | ---- | ---- | ----- | ----- | ----- | ---- |
| Абсолютный максимум, °C                 | 8,7  | 10,2  | 16,1  | 26,7 | 33,0 | 35,9 | 36,1 | 37,1 | 30,4 | 21,0  | 13,3  | 10,9  | 37,1 |
| Средний суточный максимум, °C           | −2,5 | −2,4  | 2,3   | 9,5  | 16,3 | 20,5 | 23,3 | 21,4 | 15,9 | 8,7   | 2,8   | −0,5  | 9,6  |
| Средняя температура, °C                 | −4,8 | −5    | −1    | 5,2  | 11,5 | 16,1 | 19,1 | 17,4 | 12,4 | 6,2   | 0,9   | −2,5  | 6,3  |
| Средний суточный минимум, °C            | −7,2 | −7,6  | −4    | 1,7  | 7,2  | 12,2 | 15,3 | 13,9 | 9,4  | 4,1   | −0,9  | −4,5  | 3,3  |
| Абсолютный минимум, °C                  | −39  | −37,5 | −33,3 | −24  | −10  | −1,5 | 4,4  | 0,0  | −3,9 | −14,4 | −26,2 | −35,2 | −39  |
| Норма осадков, мм                       | 46   | 36    | 35    | 37   | 47   | 69   | 83   | 86   | 57   | 63    | 56    | 51    | 666  |
| Температура воды, °C                    | 0,0  | 0,0   | 0,1   | 2,4  | 10,7 | 16,6 | 19,9 | 18,9 | 14,0 | 7,8   | 2,7   | 0,5   | 7,8  |
| Источник: Погода и климат, meteoinfo.ru |      |       |       |      |      |      |      |      |      |       |       |       |      |

| Показатель              | Янв. | Фев. | Март | Апр. | Май  | Июнь | Июль | Авг. | Сен. | Окт. | Нояб. | Дек. | Год |
| ----------------------- | ---- | ---- | ---- | ---- | ---- | ---- | ---- | ---- | ---- | ---- | ----- | ---- | --- |
| Средняя температура, °C | −5,8 | −6   | −1,8 | 4,5  | 10,6 | 14,9 | 17,8 | 16,0 | 11,0 | 5,0  | −0,2  | −3,5 | 5,2 |
| Источник:               |      |      |      |      |      |      |      |      |      |      |       |      |     |

| Показатель                       | Янв. | Фев. | Март | Апр. | Май  | Июнь | Июль | Авг. | Сен. | Окт. | Нояб. | Дек. | Год   |
| -------------------------------- | ---- | ---- | ---- | ---- | ---- | ---- | ---- | ---- | ---- | ---- | ----- | ---- | ----- |
| Средний суточный максимум, °C    | −3,4 | −1,8 | 2,6  | 9,2  | 16,9 | 20,8 | 22,8 | 21,5 | 16,5 | 8,7  | 3,6   | 0,4  | 9,8   |
| Средняя температура, °C          | −5   | −3,6 | −0,3 | 5,6  | 12,5 | 16,9 | 19,2 | 18,0 | 13,5 | 6,7  | 2,4   | −0,7 | 7,1   |
| Средний суточный минимум, °C     | −6,6 | −5,5 | −3,1 | 2,0  | 8,2  | 12,9 | 15,5 | 14,5 | 10,4 | 4,7  | 1,2   | −1,8 | 4,4   |
| Среднее число дней с осадками    | 21,9 | 17,1 | 12,3 | 13,2 | 10,9 | 12,1 | 13,6 | 13,2 | 13,2 | 15,3 | 15,9  | 20,9 | 179,6 |
| Норма осадков, мм                | 51,0 | 38,8 | 33,0 | 41,8 | 42,8 | 52,5 | 88,8 | 97,3 | 59,7 | 56,0 | 52,6  | 51,5 | 665,6 |
| Среднее число дней с заморозками | 24,8 | 21,3 | 19,9 | 7,4  | 0,5  | 0,0  | 0,0  | 0,0  | 0,0  | 4,5  | 9,2   | 16,9 | 104,6 |
| Источник: pogodaonline.ru        |      |      |      |      |      |      |      |      |      |      |       |      |       |

## Изменение климата
Петербургские метеостанции располагают данными почти за 300 лет; за такой длительный период систематических метеорологических сведений нет ни по одному из населённых пунктов России, и найдётся не очень много во всём мире.
| Среднемесячная температура, с 2010 года по наше время, °C | Среднемесячная температура, с 2010 года по наше время, °C | Среднемесячная температура, с 2010 года по наше время, °C | Среднемесячная температура, с 2010 года по наше время, °C | Среднемесячная температура, с 2010 года по наше время, °C | Среднемесячная температура, с 2010 года по наше время, °C | Среднемесячная температура, с 2010 года по наше время, °C | Среднемесячная температура, с 2010 года по наше время, °C | Среднемесячная температура, с 2010 года по наше время, °C | Среднемесячная температура, с 2010 года по наше время, °C | Среднемесячная температура, с 2010 года по наше время, °C | Среднемесячная температура, с 2010 года по наше время, °C | Среднемесячная температура, с 2010 года по наше время, °C | Среднемесячная температура, с 2010 года по наше время, °C | Среднемесячная температура, с 2010 года по наше время, °C |
| Месяц                                                     | Янв                                                       | Фев                                                       | Мар                                                       | Апр                                                       | Май                                                       | Июн                                                       | Июл                                                       | Авг                                                       | Сен                                                       | Окт                                                       | Ноя                                                       | Дек                                                       | Год                                                       |                                                           |
| 2010 год                                                  | −12,1                                                     | −8,4                                                      | −2,4                                                      | 6,7                                                       | 13,4                                                      | 15,5                                                      | 24,4                                                      | 19,7                                                      | 12,3                                                      | 5,6                                                       | 0,3                                                       | −8,3                                                      | 5,6                                                       |                                                           |
| 2011 год                                                  | −5,8                                                      | −11,0                                                     | −1,9                                                      | 5,7                                                       | 11,0                                                      | 17,5                                                      | 22,5                                                      | 17,7                                                      | 13,1                                                      | 7,6                                                       | 3,6                                                       | 1,9                                                       | 6,8                                                       |                                                           |
| 2012 год                                                  | −4,9                                                      | −10,4                                                     | −1,0                                                      | 4,9                                                       | 12,7                                                      | 15,3                                                      | 19,5                                                      | 16,3                                                      | 12,9                                                      | 6,6                                                       | 2,9                                                       | −8,0                                                      | 5,6                                                       |                                                           |
| 2013 год                                                  | −6,1                                                      | −2,6                                                      | −6,6                                                      | 4,2                                                       | 14,4                                                      | 19,8                                                      | 19,0                                                      | 18,6                                                      | 12,1                                                      | 7,2                                                       | 4,4                                                       | 0,9                                                       | 7,1                                                       |                                                           |
| 2014 год                                                  | −6,9                                                      | 0,0                                                       | 2,2                                                       | 6,5                                                       | 13,0                                                      | 15,0                                                      | 21,2                                                      | 18,8                                                      | 13,5                                                      | 5,2                                                       | 0,8                                                       | −1,0                                                      | 7,4                                                       |                                                           |
| 2015 год                                                  | −2,7                                                      | −0,6                                                      | 2,6                                                       | 5,1                                                       | 11,8                                                      | 15,9                                                      | 16,9                                                      | 18,3                                                      | 14,0                                                      | 5,6                                                       | 3,1                                                       | 2,1                                                       | 7,7                                                       |                                                           |
| 2016 год                                                  | −11,2                                                     | 0,0                                                       | 1,0                                                       | 6,3                                                       | 14,7                                                      | 16,4                                                      | 19,0                                                      | 17,2                                                      | 12,9                                                      | 5,0                                                       | −1,8                                                      | −1,2                                                      | 6,5                                                       |                                                           |
| 2017 год                                                  | −3,9                                                      | −3,5                                                      | 1,3                                                       | 2,8                                                       | 9,4                                                       | 13,6                                                      | 16,5                                                      | 17,4                                                      | 12,5                                                      | 5,6                                                       | 2,3                                                       | 0,4                                                       | 6,2                                                       |                                                           |
| 2018 год                                                  | −2,9                                                      | −7,7                                                      | −4,4                                                      | 6,0                                                       | 15,1                                                      | 16,2                                                      | 20,9                                                      | 19,2                                                      | 14,5                                                      | 7,3                                                       | 2,8                                                       | −3,2                                                      | 7,0                                                       |                                                           |
| 2019 год                                                  | −6,5                                                      | −0,5                                                      | 0,0                                                       | 7,3                                                       | 12,1                                                      | 18,7                                                      | 16,6                                                      | 17,0                                                      | 12,2                                                      | 6,1                                                       | 1,9                                                       | 1,8                                                       | 7,2                                                       |                                                           |
| 2020 год                                                  | 1,5                                                       | 0,6                                                       | 2,2                                                       | 4,2                                                       | 10,0                                                      | 19,1                                                      | 17,6                                                      | 17,2                                                      | 14,3                                                      | 9,1                                                       | 3,9                                                       | -0,7                                                      | 8,3                                                       |                                                           |
| 2021 год                                                  | -4,6                                                      | -9,2                                                      | -0,8                                                      | 5,6                                                       | 12,1                                                      | 21,4                                                      | 23,1                                                      | 16,9                                                      | 10,2                                                      | 8,0                                                       | 2,2                                                       | -7,5                                                      | 6,5                                                       |                                                           |
| 2022 год                                                  | -4,1                                                      | -1,2                                                      | -0,3                                                      | 4,3                                                       | 10,0                                                      | 17,6                                                      | 19,9                                                      | 20,6                                                      | 10,3                                                      | 8,1                                                       | 0,5                                                       | -3,2                                                      | 6,8                                                       |                                                           |
| 2023 год                                                  | -2,3                                                      | -3,0                                                      | -0,4                                                      | 6,8                                                       | 12,0                                                      | 17,3                                                      | 18,2                                                      | 19,9                                                      | 16,4                                                      | 5,0                                                       | 0,1                                                       | -4,4                                                      | 7,1                                                       |                                                           |
| 2024 год                                                  | -8,9                                                      | -3,7                                                      | 2,6                                                       | 5,7                                                       | 13,3                                                      | 18,8                                                      | 20,8                                                      | 18,7                                                      |                                                           |                                                           |                                                           |                                                           |                                                           |                                                           |
| --------------------------------------------------------- | --------------------------------------------------------- | --------------------------------------------------------- | --------------------------------------------------------- | --------------------------------------------------------- | --------------------------------------------------------- | --------------------------------------------------------- | --------------------------------------------------------- | --------------------------------------------------------- | --------------------------------------------------------- | --------------------------------------------------------- | --------------------------------------------------------- | --------------------------------------------------------- | --------------------------------------------------------- | --------------------------------------------------------- |

| Показатель              | Янв. | Фев. | Март | Апр. | Май | Июнь | Июль | Авг. | Сен. | Окт. | Нояб. | Дек. | Год |
| ----------------------- | ---- | ---- | ---- | ---- | --- | ---- | ---- | ---- | ---- | ---- | ----- | ---- | --- |
| Средняя температура, °C | −8,3 | −8,5 | −4,8 | 2,1  | 9,0 | 14,6 | 17,4 | 15,6 | 10,5 | 4,8  | −1    | −6,1 | 3,8 |
| Норма осадков, мм       | 26   | 21   | 20   | 27   | 45  | 54   | 72   | 82   | 59   | 46   | 37    | 31   | 521 |

| Показатель              | Янв. | Фев. | Март | Апр. | Май | Июнь | Июль | Авг. | Сен. | Окт. | Нояб. | Дек. | Год |
| ----------------------- | ---- | ---- | ---- | ---- | --- | ---- | ---- | ---- | ---- | ---- | ----- | ---- | --- |
| Средняя температура, °C | −7,4 | −7,6 | −3,6 | 3,1  | 9,6 | 14,5 | 17,6 | 15,5 | 10,7 | 4,5  | −0,6  | −5,4 | 4,2 |
| Норма осадков, мм       | 29   | 28   | 28   | 36   | 51  | 62   | 52   | 82   | 61   | 48   | 42    | 32   | 550 |

| Показатель              | Янв. | Фев. | Март | Апр. | Май | Июнь | Июль | Авг. | Сен. | Окт. | Нояб. | Дек. | Год |
| ----------------------- | ---- | ---- | ---- | ---- | --- | ---- | ---- | ---- | ---- | ---- | ----- | ---- | --- |
| Средняя температура, °C | −7,7 | −7,9 | −4,2 | 3,3  | 9,7 | 15,2 | 18,3 | 16,8 | 11,3 | 5,1  | −0,2  | −4,5 | 4,6 |
| Норма осадков, мм       | 35   | 31   | 25   | 34   | 42  | 54   | 68   | 77   | 59   | 53   | 45    | 37   | 560 |

| Показатель              | Янв. | Фев. | Март | Апр. | Май  | Июнь | Июль | Авг. | Сен. | Окт. | Нояб. | Дек. | Год |
| ----------------------- | ---- | ---- | ---- | ---- | ---- | ---- | ---- | ---- | ---- | ---- | ----- | ---- | --- |
| Средняя температура, °C | −7,8 | −6,8 | −2,2 | 4,0  | 10,9 | 15,6 | 17,7 | 16,2 | 11,0 | 5,7  | 0,1   | −4,6 | 5,0 |
| Норма осадков, мм       | 38   | 31   | 35   | 33   | 38   | 57   | 79   | 80   | 69   | 66   | 55    | 50   | 630 |

| Показатель              | Янв. | Фев. | Март | Апр. | Май  | Июнь | Июль | Авг. | Сен. | Окт. | Нояб. | Дек. | Год |
| ----------------------- | ---- | ---- | ---- | ---- | ---- | ---- | ---- | ---- | ---- | ---- | ----- | ---- | --- |
| Средняя температура, °C | −4,8 | −5   | −1   | 5,2  | 11,5 | 16,1 | 19,1 | 17,4 | 12,4 | 6,2  | 0,9   | −2,5 | 6,3 |
| Норма осадков, мм       | 46   | 36   | 35   | 37   | 47   | 69   | 83   | 86   | 57   | 63   | 56    | 51   | 666 |

Большинство абсолютных минимумов температуры в Петербурге по месяцам было зарегистрировано ещё в XVIII, XIX, или в начале XX века, в то время как на начало XXI столетия приходится большинство максимумов температуры. В то же время к данным, полученным с официальной метеостанции, расположенной на Петроградской стороне в настоящее время следует относиться с долей осторожности: температура в центре мегаполиса на несколько градусов выше, чем на окраинах, особенно в зимнее время. Этот эффект городского тепла отсутствовал в XIX — начале XX веках.
| Суточные температурные рекорды после 1881 года | Суточные температурные рекорды после 1881 года |
| Максимумы                                      | Минимумы                                       |
| ---------------------------------------------- | ---------------------------------------------- |
| +37,1 °C (7 августа 2010)                      | −35,9 °C (11 января 1883)                      |
| +36.0 °C (23 июня 2021)                        |                                                |
| +35,3 °C (28 июля 2010)                        | −35,6 °C (17 января 1940)                      |
| +34,6 °C (15 июня 1998)                        | −35,2 °C (6 февраля 1956)                      |
| +34,5 °C (26 июля 2010)                        | −34,7 °C (16 января 1940)                      |
| +34,3 °C (10 июля 2006)                        | −34,7 °C (10 января 1987)                      |
| +34,3 °C (21 июня 2021)                        | −34,6 °C (9 февраля 1893)                      |
| +34,2 °C (4 августа 2010)                      | −34,4 °C (30 декабря 1978)                     |
| +33,7 °C (15 июля 1999)                        | −34,2 °C (12 января 1987)                      |
| +33,7 °C (8 августа 2010)                      | −34,0 °C (13 января 1987)                      |
| +33,6 °C (8 июля 1972)                         | −33,7 °C (25 декабря 1892)                     |
| +33,5 °C (10 августа 1985)                     | −33,4 °C (26 января 1892)                      |
| +33,4 °C (26 июня 1999)                        | −33,2 °C (24 декабря 1892)                     |
| +33,3 °C (29 июля 2010)                        | −33,0 °C (4 февраля 1966)                      |
| +33,2 °C (9 июля 2006)                         | −32,9 °C (25 января 1892)                      |
| +33,1 °C (15 июля 2010)                        | −32,8 °C (15 января 1893)                      |
| +33,0 °C (19 июля 1970)                        | −32,8 °C (8 февраля 1956)                      |
| +33,0 °C (19 мая 2014)                         | −32,7 °C (16 февраля 1900)                     |

| Месячные рекорды осадков | Месячные рекорды осадков |
| Максимумы                | Минимумы                 |
| ------------------------ | ------------------------ |
| 191 мм (август 1933)     | 1 мм (март 1923)         |
| 178 мм (сентябрь 1912)   | 1 мм (август 1955)       |
| 166 мм (июль 1976)       | 2 мм (май 1978)          |
| 154 мм (июнь 1998)       | 2 мм (ноябрь 1993)       |
| 150 мм (октябрь 1984)    | 3 мм (февраль 1886)      |
| 127 мм (май 2003)        | 4 мм (январь 1909)       |
| 117 мм (ноябрь 2010)     | 5 мм (октябрь 1987)      |
| 112 мм (декабрь 1981)    | 6 мм (июль 1919)         |

## История метеорологических наблюдений
Систематические метеорологические наблюдения за погодой начались в Санкт-Петербурге по указу Петра I с 1722 года. С 1725 года метеорологические наблюдения в Петербурге стали инструментальными. Их осуществляла Академия наук. Измерялось атмосферное давление по барометру и температура воздуха по термометру. Также велись наблюдения за скоростью и направлением ветра, облачностью и другими атмосферными явлениями, наводнениями и сроками замерзания и вскрытия Невы. К 1727 году в городе была создана сеть метеостанций. Уже на конец 19 века данные измерений температуры воздуха Академии наук с 1726 по 1780 год были утеряны. Сохранились результаты регулярных инструментальных наблюдения за температурой воздуха медика И. Я. Лерхе  с 1743 по 1780 год. Лерхе использовал термометры собственного изготовления. Первые годы он производил измерения по различным температурным шкалам, а с 1751 года исключительно по шкале Фаренгейта. Наблюдения производились трижды в день: перед восходом Солнца, в полдень и вечером. С 1778 года в газетах стали публиковаться сведения о погоде.
С 1769 по 1800 год измерения температуры воздуха в Академии наук производил И. А. Эйлер. Наблюдения происходили 3 раза в сутки: в 6, 14 и 22 часа. С 1822 по 1836 год наблюдения производил В. К. Вишневский по термометрам, расположенным за окнами второго этажа здания Академии наук. В 1835 году метеорологические наблюдения из здания Академии наук переместились в другое место — в открывшуюся метеорологическую и магнитную обсерваторию института Корпуса горных инженеров, расположенную на лугу на 21-й линии Васильевского острова. Наблюдения за температурой воздуха стали производиться каждые 2 часа. С 1841 по 1862 год велись ежечасные наблюдения за температурной воздуха. Термометр со шкалой Реомюра находился на высоте 1,5 м в коробе, установленном на столбе возле северной части здания недалеко от окна. Короб был открыт снизу и со стороны окна, остальные части прикрывали термометр от солнечных лучей и осадков. В 1862 году здание обсерватории разобрали. С 1863 года наблюдения велись из Главной физической обсерватории, расположенной напротив Горного корпуса — на другой стороне улицы. Непосредственно обсерватория, где производились наблюдения, было небольшой деревянной постройкой в 25 метрах западнее основного каменного здания Главной физической обсерватории. Температуру измеряли по психрометрам, установленным возле окон с двух сторон здания — до полудня по одним, а после полудня по другим приборам. Психрометры помещались в жестяные коробы, размещённые на высоте 2,3 м, размером 48 х 25 х 24 см с тремя сплошными боковыми стенками, крышкой, а также дном с отверстиями в нём. В 1867 году размеры защитного короба были несколько увеличены, а боковые стенки сделаны в виде жалюзи. В 1870 году были установлены термограф и гигрограф, которые вместе с термометром располагались на высоте 3,4 м над землёй в цинковом коробе со стенками в виде жалюзи. Сам короб располагался в деревянной будке размерами два на два метра и высотой 2,5 м, установленной на столбах высотой 2,5 м. Снизу и с северной сторону будка открыта, крыша и южная стена сплошная, а западная и восточная сделаны в виде жалюзи; от цинкового короба через крышу деревянной будки была устроена труба, прикрываемая сверху зонтом. С 1863 по 1869 измерения температуры воздуха вновь стали производиться каждые 2 часа; с 1870 года вернулись к ежечасным наблюдениям. Также в 1870 году Россия перешла на использование шкалы Цельсия, до того применялись термометры со шкалой Реомюра. 
В 1933 году метеостанция с Васильевского острова была переведена на Аптекарский остров по адресу: улица Даля, дом 3. В 1970 году на месте метеостанции началось строительство Ленинградского дворца молодёжи. И её перенесли на новое место на 300 метров юго-западнее, по адресу: улица Профессора Попова, дом 48, где метеостанция находится и теперь. Синоптический индекс станции — 26063. С 1883 по 1964 год велись наблюдения на метеорологической станции в Лесотехнической академии, а с 1878 по 1941 год в Павловской магнитной и метеорологической обсерватории. Вместо разрушенной в годы Великой Отечественной войны метеостанции в Павловске, в 1946 году была открыта новая метеостанция в посёлке Воейково (индекс 26002) восточнее Петербурга. С 1924 года работала метеостанция в морском торговом порту (индекс 26062), в 2017 году её понизили до статуса гидрологического поста; с 1975 года начала действовать метеостанция при Ленинградском гидрометеорологическом институте.
Ныне гидрометеорологические наблюдения ведутся по единой международной программе и включают измерение температуры, давления и влажности воздуха, температуры почвы, скорости и направления ветра, различных характеристик солнечной радиации, атмосферных осадков. Распределение давления, ветра, влажности и температуры на высоту до 40 км определяется с помощью радиозондирования (в 1930 году в Павловске запущен первый радиозонд). С 1968 года наблюдения производятся с помощью метеорологических радиолокаторов. Руководство наблюдениями с 1903 года осуществляет Гидрологический комитет, с 1919 года — Гидрологический институт. В 1929 году гидрологические и метеорологические службы СССР объединены и проводят единые гидрометеорологические наблюдения, на основе их данных обеспечивают население, органы власти и управления информацией о фактических и ожидаемых гидрометеорологических условиях. На территории Санкт-Петербурга и Ленинградской области действует свыше 20 гидрометеорологических станций (в том числе в Петербурге и поблизости от него: на Петроградской стороне у Дворца молодёжи (26063), в Кронштадте (26060), Рощино (22896), Лисьем Носу (22899), Ломоносове (26064), аэропорту «Пулково» (26065), Воейково (26002)).

## Комментарии
1. ↑  Значения температуры почвы для метеостанции с синоптическим индексом 26063. Абсолютные значения по 2021 год, средние для 1966–2021 годов.
2. ↑  Значения температуры почвы для метеостанции с синоптическим индексом 26063 за 1991–2020 годы.
3. ↑  Значения температуры воздуха для метеостанции с синоптическим индексом 26063, расположенной в центре города на Аптекарском острове. Абсолютные значения с 1743 года, ряд наблюдений не является непрерывным, в нём отсутствуют данные за некоторые годы в 18 и начале 19 веков; средние для 1991–2020 годов. Средняя температура воды для метеостанции 26060 в Кронштадте за период 1991—2020.
4. ↑  Средние значения температуры воздуха для 1991–2020 годов для метеостанции с синоптическим индексом 26002.